# 浦島千歌子
浦島 千歌子（うらしま ちかこ、本名：山岡壽美子、1924年4月13日 - 2008年9月11日）は、元宝塚少女歌劇団月組主演娘役クラスの女優である。大阪府出身。宝塚歌劇団時代の芸名は浦島 歌女（うらしま うため）である。宝塚歌劇団時代の愛称はオデコ。

## 来歴・人物
1937年、27期生として、宝塚音楽歌劇学校（現在の宝塚音楽学校）に入学し、宝塚少女歌劇団（現在の宝塚歌劇団）に入団。当時は「入学=入団」で学校と劇団は一体であった。宝塚入団時の成績は93人中78位。
1939年4月、『宝塚花物語』で初舞台。
1957年1月31日、宝塚歌劇団を退団し、女優として活動。宝塚最終出演公演の演目は雪組公演『夜霧の女』である。舞台『マイ・フェア・レディ』のピアス夫人は当たり役として知られている。

## 宝塚歌劇団時代の主な舞台出演
- 『ボレロ』（月組）（1946年9月1日 - 9月29日、宝塚大劇場）
- 『かっぱの姫君』（雪組）（1956年5月1日 - 5月30日、宝塚大劇場）

## 主な映画出演
- 『にっぽん実話時代』（1963年、東宝）
- 『ドリフターズですよ!前進前進また前進』（1967年、東宝）
- 『ザ・タイガース 世界はボクらを待っている』（1968年、東宝）
- 『リオの若大将』（1968年、東宝）
- 『クレージーのぶちゃむくれ大発見』（1969年、東宝）

## 主なドラマ出演
- 『細雪』（1959年11月12日、NET）
- 『東京の風』（1959年12月25日、KR）
- 『ゼェランジャ城の幽霊』（1960年10月2日、NTV）
- 『毒薬』（1963年3月8日、TBS）
- 『夫婦百景（第266回）一泊旅行』（1963年6月10日、NTV）
- 『銀座立志伝』（1965年1月4日、CX）
- 『細雪』（1966年1月22日、CX）
- 『進め!青春』（1968年10月20日 - 1968年12月29日、NTV）＊4回目と6回目に出演